# Rockenbauer Pál
Rockenbauer Pál [ejtsd: rɔkⁿbær] (Budapest, 1933. január 14. – Naszály, 1987. november 26.) természetjáró, világutazó, televíziós szerkesztő, a magyar televíziós természetfilmezés egyik megteremtője. Legtöbben országjáró kéktúrafilmjeiről (Másfélmillió lépés Magyarországon, …és még egymillió lépés) ismerik. Fia Rockenbauer Zoltán művészettörténész, politikus.

## Élete

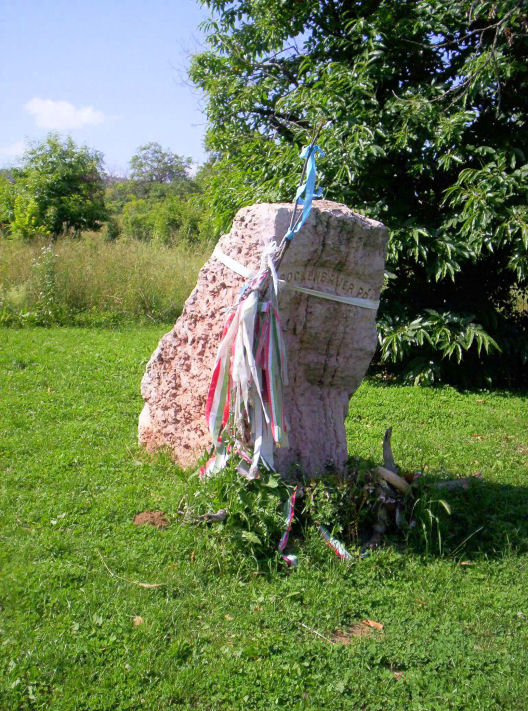
Sírja a zengővárkonyi gesztenyésben

A kőbányai I. László Gimnáziumban érettségizett, majd az Eötvös Loránd Tudományegyetem biológia-kémia szakán tanult tovább és szerzett az utóbbi két tárgyból tanári oklevelet, de végül sohasem tanított. Fiatalon szervező titkára lett a Tudományos Ismeretterjesztő Társulatnak (TIT), majd a Magyar Televízióhoz került. Széles körű műveltségét az MTV 1956-os indulásától a köz érdekében kamatoztatta, kezdetben az ifjúsági osztály rovatvezetőjeként. Földrajzi témájú ismeretterjesztő dokumentumfilmeket rendezett, elsőként az Országjáró úttörők című tv-sorozatot (1960), amely a honismeret és természetjárás ürügyén az úttörőmozgalmat népszerűsítette. Rockenbauer 60-as évekbeli politikai elkötelezettségére és aktivitására jellemző, hogy 1963‒67 között a Budapesti VIII. Kerületi Tanács Végrehajtó Bizottságának is tagja volt. Később fokozatosan kiábrándult a rendszerből, munkásságában az ideológiamentes szakmai profizmus került előtérbe. Alapító tagja és főmunkatársa lett az MTV Natura szerkesztőségének, melyet 1978. április 1-jén hoztak létre, hazánkban az első természetfilmes televíziós műhelyként. 1970-ben elvégzett egy alpinista tanfolyamot. Filmezett a Mediterráneum országaiban, Észak- és Dél-Amerikában, Kubában, Óceániában, Hawaiin (Mauna Kea) és az Antarktiszon, Afrikában a Kilimandzsárón, Ázsiában India és Nepál hegyei között, továbbá a Pamírban, a Kommunizmus-csúcs megmászása közben. A Tátrában fölkapaszkodott a Krivánra, a Tengerszem- és a Fehér-tavi-csúcsra, télen az Osztervára, az Alpokban pedig megmászta a Monte Qualido sziklafalát. Útjairól könyveket és cikkeket írt, film- és diavetítéses előadásokat tartott. Szenvedélyes táj- és természetfotós volt, aki túrái, utazásai alkalmával a filmezés mellett mindig fényképezett is. Nevéhez fűződik több nevezetes földrajzi ismeretterjesztő filmsorozat, köztük A napsugár nyomában, amely 13 epizódjával számos nemzetközi természetfilmes műhely és alkotó elismerését kivívta.

## Halála
Rockenbauer Pált 1987. november végén a Naszály erdejében holtan találták. Állítólagos öngyilkosságának indítékáról, körülményeiről hiteles információ alig van. Halálával kapcsolatban fia, Rockenbauer Zoltán egy 2011-es riportban így nyilatkozott: „Az öngyilkosság kiváltó oka számomra megoldhatatlan rejtély. Nem volt önpusztító alkat, egy pillanatra sem merült fel bennem soha, hogy ilyen döntést hozhat. Akkoriban persze nem volt jó formában, munkája se nagyon volt, de ez nem lehet elegendő ok. Kétségtelen az is, hogy a depresszió elleni orvosi küzdelem ekkor még gyerekcipőben járt, ő pedig abbahagyta az antidepresszánsok szedését.” Az alábbi, 1992-es közlés Rockenbauer jó barátjától és ismerőjétől, az utóbb besúgónak bizonyult Ordas Iván szekszárdi újságírótól származik, aki a kulturális élet berkeiből adott jelentéseivel megbízható informátornak számított: „Magánélete felborult. Orvosnő barátnője, akivel nyolc szép évet töltött együtt – de szerencséjükre külön lakva –, a »hátizsákos életforma« helyett a »Mercedesest« választotta. Ezek előttem fogalmazott, saját szavai. Öngyilkossága előkelő volt és tökéletes. Ott temették el, kívánsága szerint, ahol életében legjobban szeretett lenni, természetvédelmi területen, a mecseki ősgesztenyés fái alatt. Örök bánatom, hogy halála napján Pesten voltam. Ha nem vagyok rest elmenni hozzá, talán visszabeszélgethettem volna az életbe. Bár néhány hónappal korábban, amikor három napra utoljára Szekszárdon járt, észre kellett volna vennünk, hogy búcsúlátogatásra jött. Épp úgy nem vettük észre, ahogyan barátai és nagyon kedves, intelligens barátnője sem, hogy »túrazáró« tátrai kirándulásuk is tulajdonképpen búcsú.”
Rockenbauer Pál hamvai a pusztuló zengővárkonyi szelídgesztenyésben, egy nagy, nyers vörösmárvány kőtömb alatt nyugszanak.

## Családja
Kőbányáról származott. Szülei: Rockenbauer Pál reklámgrafikus (1903–1944) és Monzéger Anna (1907–1992). Apai nagyapja – szintén Rockenbauer Pál – kőbányai pékmester, anyai nagyapja kunsági juhász volt. Testvérei: Rockenbauer Anna (1931–1936), Rockenbauer Ágnes állatorvos (1934–1982) és Rockenbauer Eleonóra (1937–1992), aki a Színművészeti Főiskolát otthagyva újságíró lett, majd rádiósként Rab Nóra néven dolgozott. Felesége Horváth Éva (1934–1991) volt. Fia Rockenbauer Zoltán (1960) művészettörténész, kultúrpolitikus, 1990–2006 között a Fidesz országgyűlési képviselője, 2000–2002 között a nemzeti kulturális örökség minisztere.

## Emlékezete

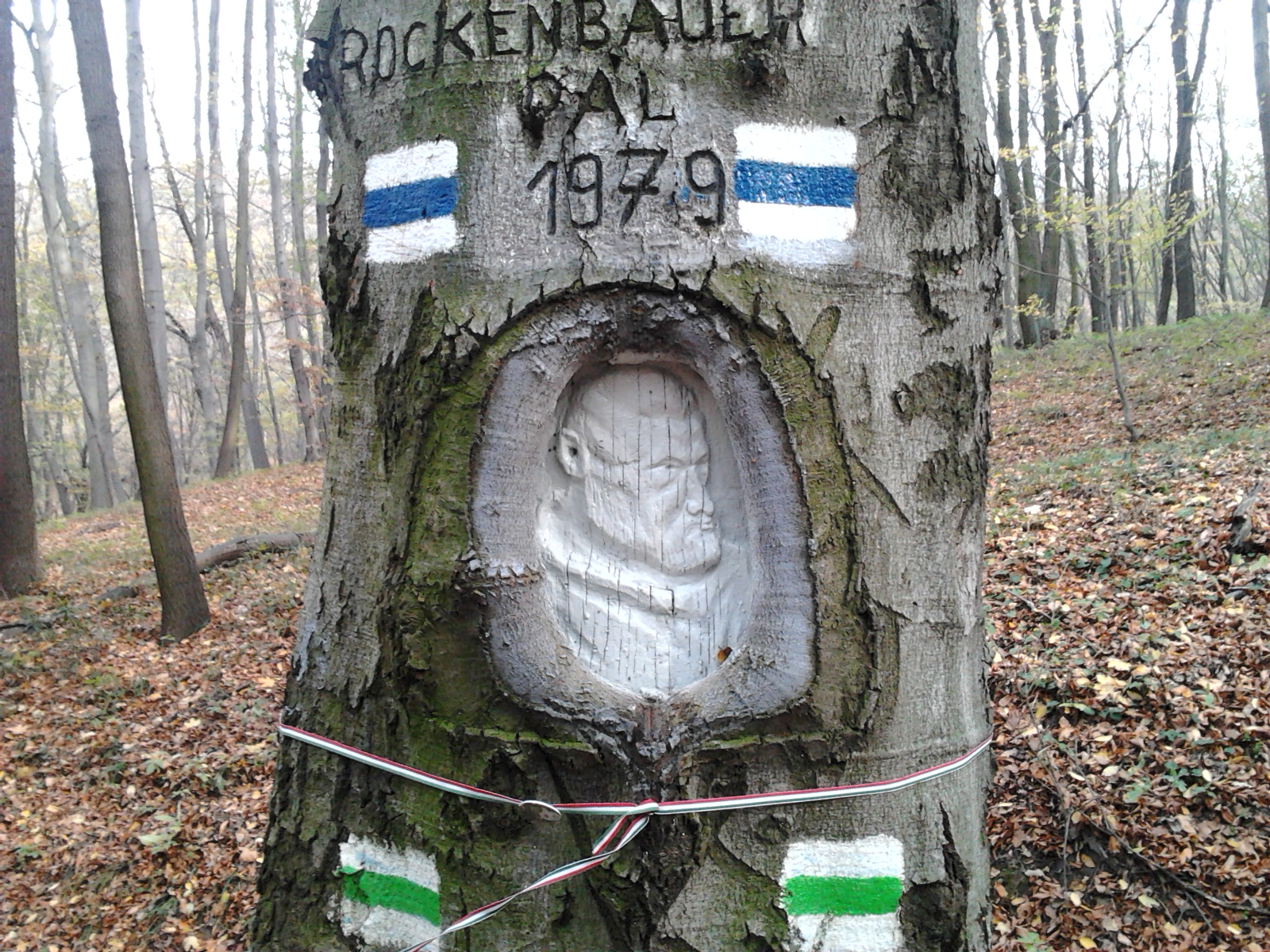
Rockenbauer-emlékfa az Országos Kéktúra vértesi útvonalán

Halálának helyszínén (a Naszály északnyugati lejtőjén, nem messze a kéktúra útvonalától), valamint a Nagykanizsa melletti Öröm-hegyen egy-egy kopjafa, a Vértesben emlékfa, a Nyugat- és Dél-Dunántúlon pedig az Országos Kékkörnek az az 560 km-es szakasza őrzi emlékét, melyet az …és még egymillió lépés forgatása során bejárt útvonalon alakítottak ki 1989-ben, majd róla neveztek el. Valkonya turistaháza is az ő nevét viseli.
1997-ben, halálának 10. évfordulóján Sáfrány József portréfilmet készített róla Roki címmel, amelyben egykori kollégái, barátai, rokonai beszélgetnek róla.
2003. január 14-én, születése 70. évfordulóján a Magyar Televízió Natura szerkesztőségének munkatársai emléktáblát avattak egykori lakóháza falán, a Bródy Sándor u. 26. szám alatt. A „magyar televíziós természetfilmezés megteremtőjének” állított márványtábla felső részén az országjáró sorozat közismertté vált címdalának első sora olvasható: Indulj el egy úton, én is egy másikon...
2003-ban a Századfordító magyarok c. sorozat egy teljes epizóddal emlékezett meg róla.
Gyenes Károly 2018–19-ben készített, Ércnél maradandóbb… c. filmje kiemelt figyelmet szentel Rockenbauer Pál életének és munkásságának.

### Emléktúrák
Sírjához, amely zarándokhely lett a kéktúrázók körében, minden év novemberének utolsó szombatján emléktúrát szervez a Baranya Megyei Természetbarát Szövetség.
Halálának 30. évfordulóján, 2017. november 26-án 8 kilométeres zarándoklat indult Hosszúhetényből a zengővárkonyi sírhoz, majd a pécsváradi várban filmvetítésre és beszélgetésre került sor, melyen egykori kollégák, túratársak, barátok idézték fel az emlékestre összegyűlt közönségnek Rockenbauer Pál életét, munkásságát, egyéniségét.

## Művei

### Filmek

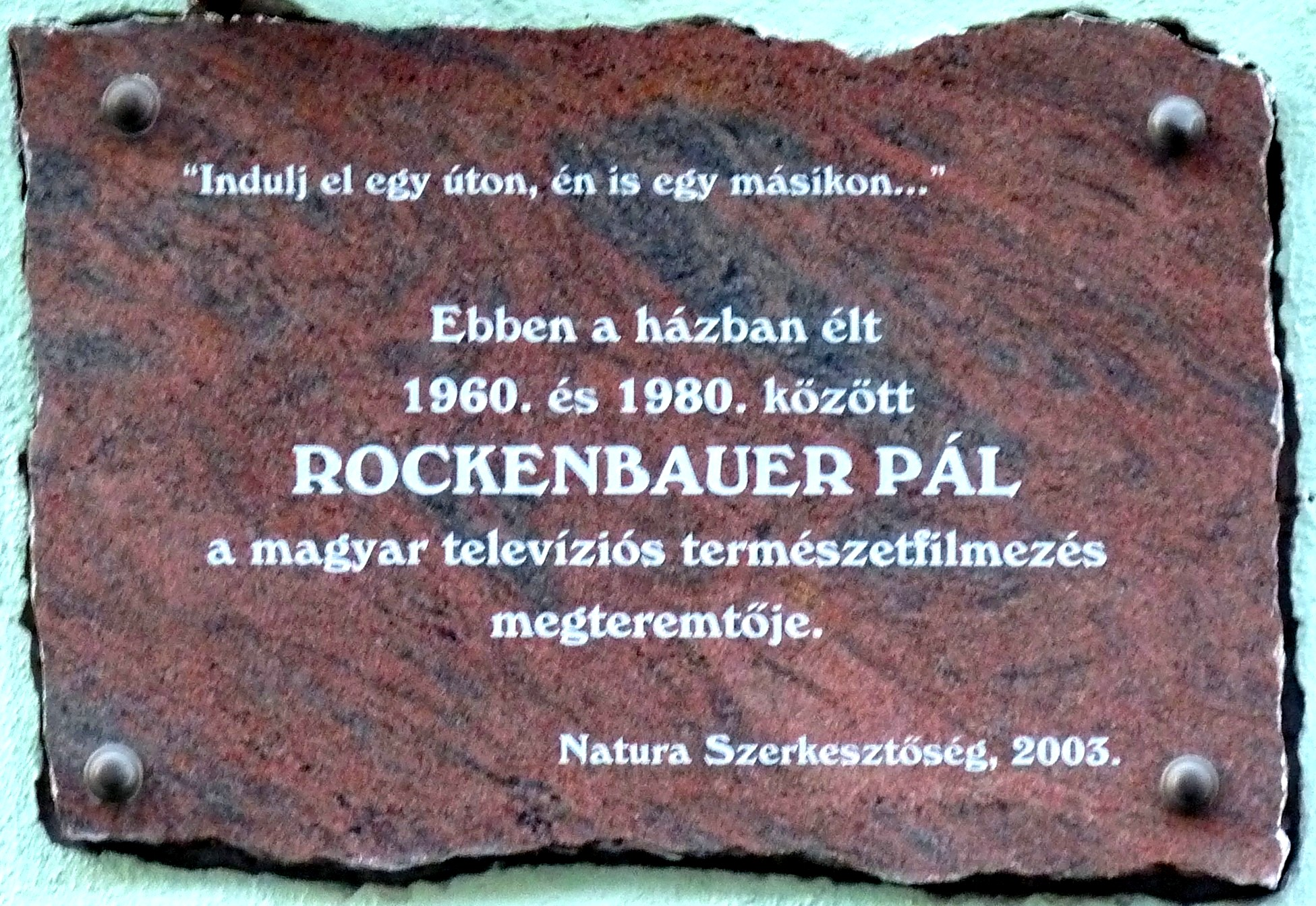
Emléktáblája egykori lakhelyén (VIII. ker., Bródy Sándor utca 26)

- Országjáró úttörők (ifjúsági televíziós tájfilmsorozat, 1960; néhány rész címe: Zemplénben; A Dunakanyarban; Az öreg Bakony; Vas megyében)[15][16][17]
- Levante vizein (az első magyar expedíciós filmsorozat, 1965; bemutató: 1966; V/I: Tengerészélet; V/2: Török partok – görög szigetek; V/3: Föníciai partokon; V/4: Izmir és Ephesos; V/5: Tájékozódás műszerekkel)
- A szarvasi kísérlet (mezőgazdasági kisfilm, 20’, 1966)
- Aranygombos Telkibánya (dokumentumfilm Telkibányáról, 44’, 1967; bemutató: 1968)[18]
- Ázsiában jártunk (dokumentumfilm-sorozat, 1968; bemutató: 1970)
- A Déli-sarkvidéken jártunk (expedíciós filmsorozat, 1968–69; V/1: Leningrádtól az Egyenlítőig; V/2: A trópusoktól a jéghegyekig; V/3: Pingvinország partjain; V/4: Mirnij kutatóállomás; V/5: Bellingshausen szigetén) (A fekete-fehér sorozatból egy egész estés változat is készült, immár színes filmre)
- Magyarország kisvasútjai (dokumentumfilm-sorozat, 1971; bemutató: 1972–73; V/1: A hegyközi vasút; V/2: A hanyi vonat; V/3: A bugaci vasút; V/4: Vasút a Bükkben; V/5: A szegedi madzagvasút)
- Señor Kon-Tiki Budapesten (Heyerdahl-riportfilm, 55’, 1972)
- A napsugár nyomában (expedíciós természetfilm-sorozat, 1972–73; bemutató: 1974)
- Magyar tájak (ismeretterjesztő filmsorozat, 1973–75; bemutató: 1976; A Hortobágy és környéke; A Tatabányai-medence – Egy ipari táj és környéke; Egy tó múltja – Balaton I.; Egy tó jelene – Balaton II.; Kiskunság; A Kőszegi-hegység; A Tolnai-dombság című részei)[19]
- Történetek a régi Sárrétről (riportfilm, 35’, 1975)
- Vác 900 éves (tv-film, 75’, 1975)
- Afrikai örömeink (expedíciós tv-sorozat, 360’, 1976; bemutató: 1977; VI/1: Jöjj, nézd a Kilimandzsárót!; VI/2: A cím védelmében; VI/3: Tanzánia szépségei; VI/4: Mangaszta rajta van a térképen; VI/5: A „Főnök”; VI/6: Együttesen könnyebb)
- A Vörös tér (dokumentumfilm a Novosztyi hírügynökséggel koprodukcióban, 1976)
- Egy expedíció idézése: a Béke-barlang felfedezése (dokumentumfilm, 45', 1978; bemutató: 1980; a Trentói Filmfesztiválon díjat kapott)[20][21]
- Másfélmillió lépés Magyarországon (kéktúra-filmsorozat, 1979; bemutató: 1981)
- Kecskeméttől a Pamírig (dokumentumfilm, 52’, 1982; tv-s bemutató: 1988; emlékvetítése 1988-ban a budapesti TIT-stúdióban, Rockenbauer Pál magashegyi filmjei címmel)
- Magyar búvárok kubai vizekben (természetfilm, 60’, 1984)
- Kiskunsági Nemzeti Park (tv-film, 2×35’, 1984–85; bemutató: 1988; II/1: Pusztai mozaik; II/2: Mire való egy nemzeti park?)
- Az írnok alászáll az alvilágba (film az egyiptomi ásatásokról, 1985)
- Kilenc ember faluja (dokumentumfilm Révfaluról, 1985; bemutató: 1986)
- …és még egymillió lépés (kéktúra-filmsorozat, 1986; bemutató: 1989)
- A solymász (riportfilm Bechtold Istvánról, 55’, 1987)

### Könyvek

#### Szerzőként
- Amiről a térkép mesél. Móra, Bp., 1965, 1974, 1986
- Szívességből a Mediterránban. Táncsics – Művelt Nép, Bp., 1968
- Csipetnyi Antarktisz. Táncsics – Művelt Nép, Bp., 1970
- Magyarok az Antarktiszon. Kossuth, Bp., 1976 (társszerzők: Barát József, Hirling György, Szabados Tamás, Titkos Ervin, Vissy Károly)
- Amiről a jégvilág mesél. Móra, Bp., 1979

#### Fotósként
- Alina és Czesław Centkiewicz: A Sarkcsillag nem vezérelte őket. Gondolat, Bp., 1978

Ezenkívül társszerző volt ifjúsági évkönyvekben és általános iskolai tankönyvekben.

### Publikációk
Számos ismeretterjesztő folyóiratban (Búvár, Élet és Tudomány, Föld és Ég stb.) jelentek meg cikkei. Az úttörők Pajtás c. lapjában is publikált.

### Előadások
- A Jeanette expedícióshajó pusztulása. MR, 1964. április
- Utazás az Antarktiszon. Előadás az ELTE Lóczy-termében, 1969
- A Kanári-szigetektől az Antarktiszig. Gyula, 1969. december
- Utazás Nepálban. Előadás az ELTE Lóczy-termében, 1971
- Új-Guinea hegyei között. Előadás az ELTE Lóczy-termében, 1973
- Amikor a kőzet megszilárdul. Szekszárd, 1974. december, 1975. január
- Az elveszett víz nyomában. Előadások Tolna megyében, 1975. február
- Itt felejtett ősvilág és Legtávolabb a napsugártól. Előadások Balogh János akadémikussal Egerben, 1975. február
- Gazdag-e az őserdő? Szekszárd, 1975. március
- A felkelő Nap nyomában és Ausztráliától Tahitiig. Előadások a kaposvári Táncsics Gimnáziumban, 1976
- A Kilimandzsáró magyar meghódítása. Előadások több helyen, 1977
- A pápuák földje, Új-Guinea. TIT Szabadegyetem, 1977
- A Colorado Grand Kanyonja. TIT Szabadegyetem, 1979
- A Sajótól a Hernádig. TIT Szabadegyetem, 1981
- Másfélmillió lépés Magyarországon. Közönségtalálkozó és élménybeszámoló Szabados Tamással és Pócs Tamással Barcson, 1982. január
- A pápuák földjén és Jöjj, nézd a Klilimandzsárót! Előadások több helyen, 1983. március
- Korallok világa, Kuba. Előadás az ELTE Lóczy-termében, 1983
- Magyar kutatók egy görög vulkán kráterében. TIT Szabadegyetem, 1984. január